# Three Little Pigs
Three Little Pigs (els tres porquets) és un curtmetratge d'animació de la sèrie Silly Symphonies estrenat el 27 de maig de 1933 per United Artists, produït per Walt Disney i dirigit per Burt Gillett. Basat en el conte de fades del mateix nom, Els tres porquets va guanyar el Oscar al millor curtmetratge d'animació el 1934. El 1994, va quedar en onzena posició a la llista the 50 Greatest Cartoons. El 2007 el curtmetratge va ser seleccionat per ser conservat al National Film Registry de la Biblioteca del Congrés dels Estats Units en ser considerat una pel·lícula "culturalment, històricament, o estèticament significativa". Aquest curtmetratge també és famós per incloure la cançó "Who's affraid of the Big Bad Wolf?".

## Argument
Els tres porquets són tres germans que construeixen les seves pròpies cases amb maons, fusta i palla respectivament. Els tres toquen una classe diferent d'instrument musical: el porquet de palla toca la flauta, el porquet de fusta toca el violí i el porquet pràctic el piano. Els dos primers germans construeixen les seves cases amb molta facilitat i aprofiten el temps restant per divertir-se. El porquet pràctic, d'altra banda, treballa tot el dia per construir la seva casa de maons, mentre els seus dos germans s'hi diverteixen mentre el veuen treballar. Un enfadat Porquet pràctic els adverteix que si no construeixen una millor casa, el Llop Ferotge amenaçarà les seves vides. Els dos porquets l'ignoren i continuen jugant, cantant la cançó "Who's affraid of the Big Bad Wolf?".

## Actors de veu
- Pinto Colvig: Practical Pig (maons)
- Billy Bletcher: The Big Bad Wolf
- Mary Moder: Fiddler Pig (fusta)
- Dorothy Compton: Fifer Pig (palla)

## Reacció i legat
La pel·lícula va ser un gran èxit d'audiències, fent que els cinemes continuaren emetent-la fins mesos després d'haver estat estrenada. Un cert nombre de cinemes afegien "barbes" dibuixades de mà als cartells de la pel·lícula com a manera d'indicar quant temps estava durant la pel·lícula en cartellera. Aquest és considerat com el curtmetratge d'animació més reeixit mai fet, mantenint-se a un gran nivell de popularitat fins que la pròpia Disney va fer de Mickey Mouse una icona del marxandatge en 1934.